# Marguerite Charpentier

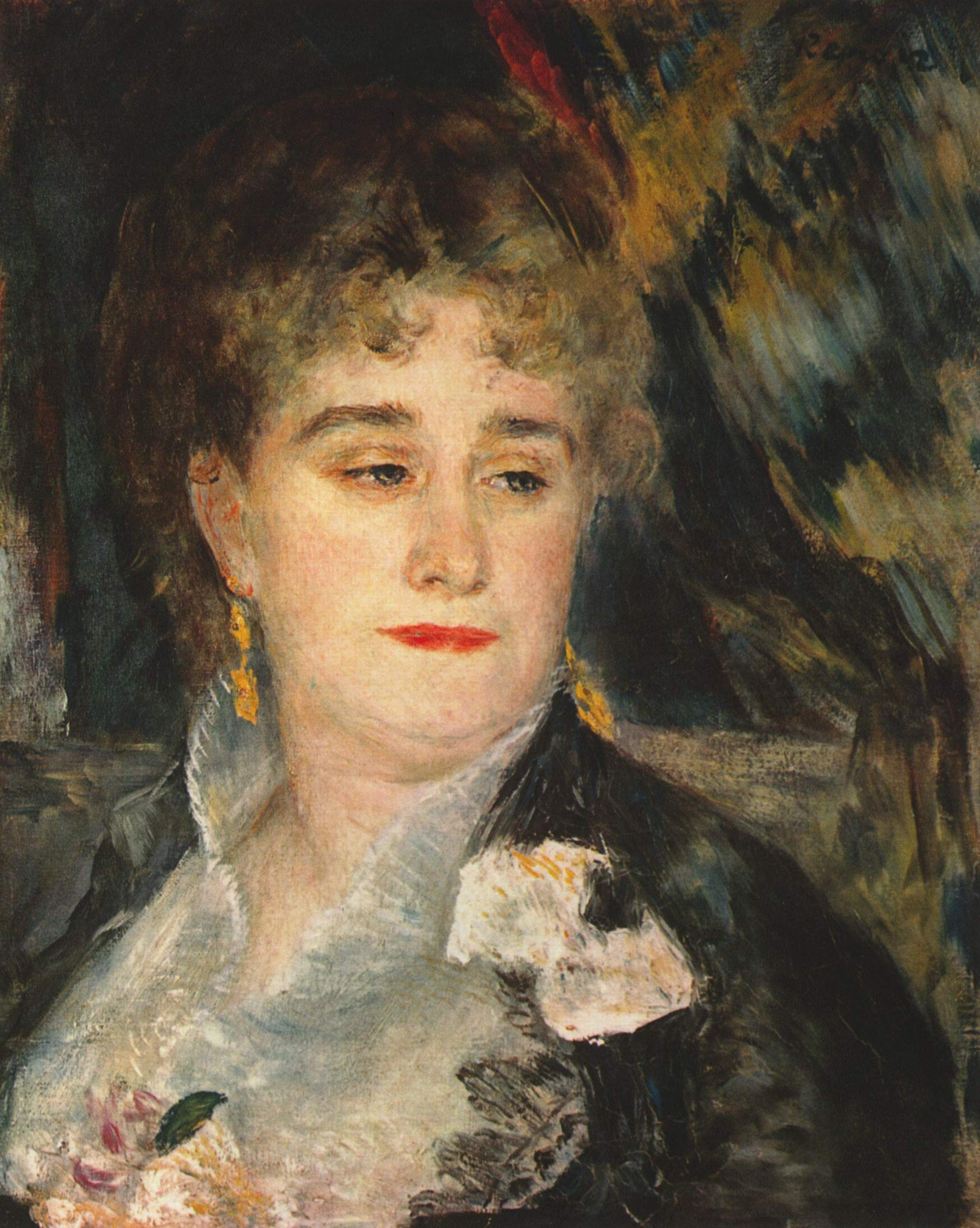
Pierre-Auguste Renoir:
Madame Georges Charpentier, 1876–1877, Musée d’Orsay, Paris

Marguerite Louise Charpentier (* 1. März 1848 als Marguerite Louise Lemonnier in Paris; † 30. November 1904 ebenda) war eine französische Kunstsammlerin und Salonnière. Sie gehörte zusammen mit ihrem Ehemann, dem Verleger Georges Charpentier, zu den frühesten Förderern der Maler des Impressionismus, insbesondere von Pierre-Auguste Renoir. In ihrem Salon empfing sie namhafte Politiker, Schriftsteller und Künstler.

## Leben
Marguerite Lemonnier kam 1848 als Tochter des Hofjuweliers Alexandre-Gabriel Lemonnier und seiner Frau Sophie Raymonde, geborene Duchâtenet, in Paris zur Welt. Die jüngere Schwester Isabelle wurde 1857 geboren. Der Vater führte ein Juweliergeschäft an der Place Vendôme, wo die Familie zeitweilig auch lebte. Am 24. Oktober 1871 heiratete Marguerite Lemonnier den Verleger Georges Charpentier auf dem Familiensitz der Lemonniers in Gometz-le-Châtel. Zu den Trauzeugen gehörte Théophile Gautier, einer der Autoren des Verlagshauses Charpentier. Marguerite Charpentier lebte mit ihrem Mann zunächst in einem Haus am Quai du Louvre Nr. 28, bevor sie 1875 in die Rue de Grenelle Nr. 11 umzogen. Aus der Ehe stammen vier Kinder. Nach der 1872 geborenen Tochter Georgette, folgte 1874 der Sohn Marcel Gustave, der jedoch 1876 bereits als Kind verstarb. 1875 wurde der Sohn Paul, dessen Taufpate Émile Zola war, geboren und 1880 kam als letztes Kind die Tochter Jeanne zur Welt.

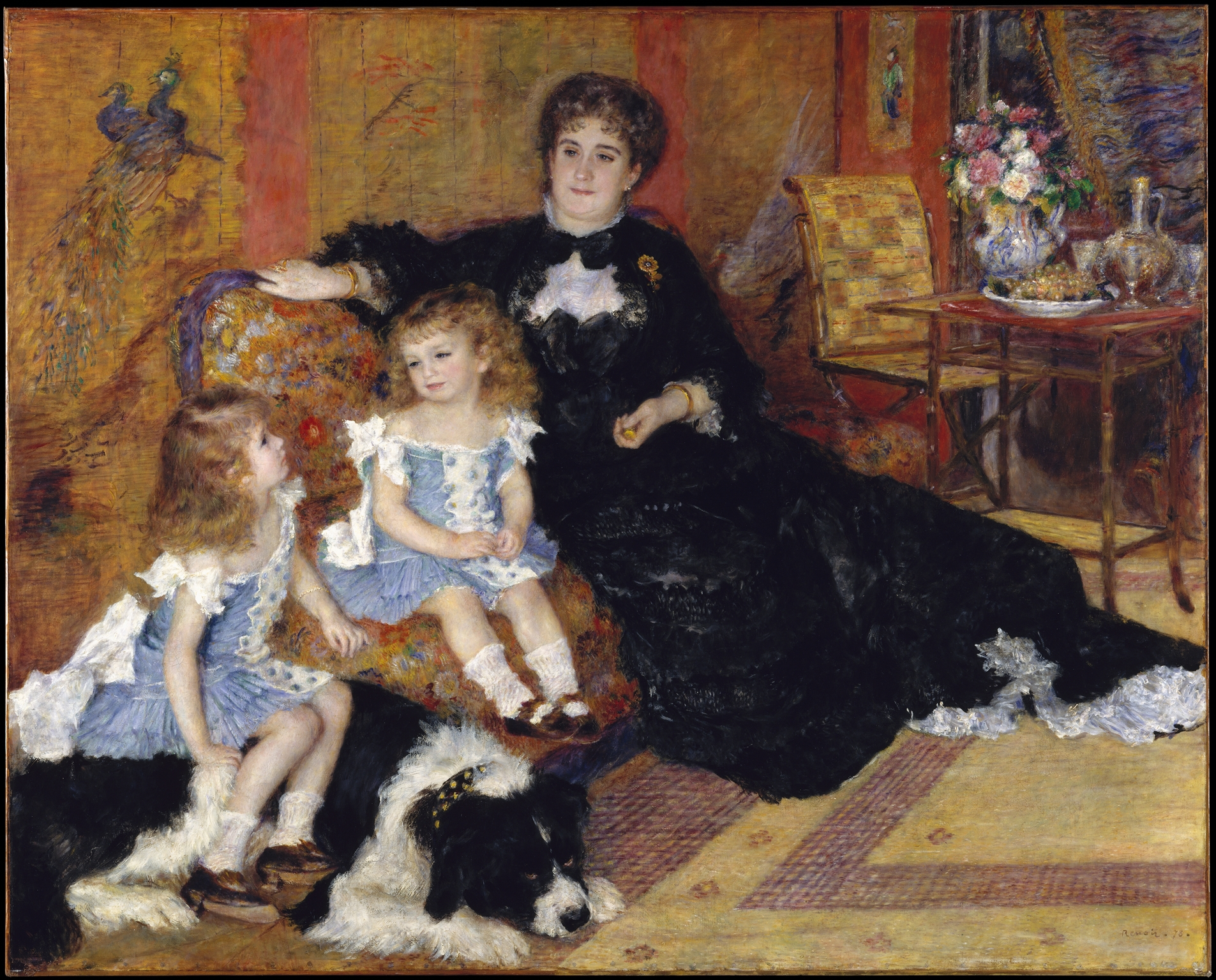
Pierre-Auguste Renoir:
Madame Charpentier und ihre Kinder, 1878,
Metropolitan Museum of Art, New York

Im Haus in der Rue de Grenelle Nr. 11 führte Marguerite Charpentier – insbesondere in den Jahren 1875 bis Anfang der 1890er Jahre – einen politischen und literarischen Salon, zudem sie jeweils am Freitag Schriftsteller, Künstler und Politiker Haus einlud. Der Schriftsteller Edmond de Goncourt erwähnt in seinem Tagebuch, dass sich im Salon der Charpentiers Personen trafen, die einander respektierten und schätzten, aber trotzdem ihre eigenen Standpunkte vertraten. Neben de Goncourt trafen sich hier zahlreiche Literaten, die meist vom Verlag ihres Mannes betreut wurden. Hierzu gehörten Gustave Flaubert, Alphonse Daudet, Guy de Maupassant, Théodore de Banville, Joris-Karl Huysmans und Émile Zola. Hinzu kamen linke Politiker wie Léon Gambetta, Jules Grévy, Charles Floquet, Henri Rochefort und Georges Clemenceau oder Adlige wie die Gräfin de Rohan, die Gräfin d’Uzès und Robert de Montesquiou. Darüber hinaus lud Madame Charpentier zahlreiche Maler in ihren Salon. Zu ihnen gehörte der akademische Maler Jean-Jacques Henner ebenso, wie der realistische Maler Émile Auguste Carolus-Duran. Neben dem Italiener Giuseppe de Nittis waren vor allem die Maler des französischen Impressionismus zu Gast bei den Charpentiers. Hier trafen sich Édouard Manet, Claude Monet, Edgar Degas, Pierre-Auguste Renoir, Alfred Sisley und Gustave Caillebotte. Darüber hinaus kamen der Kunstkritiker Théodore Duret und die Kunstsammler Charles Ephrussi, Charles Deudon, Paul Bérard und Ernest Hoschedé zu Besuch. Weitere Gäste waren die Komponisten Emmanuel Chabrier, Camille Saint-Saëns und Jules Massenet. Hinzu kamen bekannte Namen von der Bühne, wie die Varietékünstler Yvette Guilbert und Aristide Bruant oder die Schauspieler Jean Mounet-Sully, Coquelin Cadet und die mehrfach von Renoir porträtierte Jeanne Samary. Sarah Bernhardt gab gelegentlich Kostproben aus ihrem Repertoire und der spanische Musiker Lorenzo Pagans spielte Gitarre.
An den Wänden des Salons der Charpentiers hing die kleine, aber bedeutende Kunstsammlung mit Gemälden überwiegend der Maler des französischen Impressionismus. Meist ist nicht genau klar, ob Marguerite Charpentier, ihr Mann oder beide gemeinsam den Entschluss fassten, ein Gemälde zu erwerben. Nachweislich erwarb Marguerite Charpentier 1880 die Flusslandschaft Les Glacons von Claude Monet (heute Shelburne Museum). Sie gehört damit, neben der Amerikanerin Louisine W. Havemeyer, zu den frühesten Kunstsammlerinnen, die Werke des Impressionismus erwarben. Die ersten impressionistischen Bilder der Sammlung Charpentier waren Arbeiten von Pierre-Auguste Renoir. 1875 kam, neben zwei weiteren Bildern des Künstlers, das Gemälde Le Pêcheur à la ligne (Privatsammlung) für 180 Franc in die Sammlung. Renoir, der wie Monet und Sisley von den Charpentiers finanziell unterstützt wurde, erhielt von dem Sammlerpaar mehrere Porträtaufträge und bezeichnete sich selbst als „Privatmaler“ der Charpentiers.
So entstanden 1876 mit Homme sur un escalier und Femme sur un esaclier (beide Eremitage (Sankt Petersburg)) zwei Dekorationsstücke für das Treppenhaus der Rue de Grenelle Nr. 11, die vermutlich die Charpentiers darstellen. Es folgten 1876 das Gemälde Georgette Charpentier sitzend (Artizon Museum) und das Porträt Madame Georges Charpentier (Musée d’Orsay) sowie 1877 das Bildnis des Sohnes Paul Charpentier (Privatsammlung). Diese Bilder können als Vorarbeiten zu dem großformatigen Familienporträt Madame Charpentier und ihre Kinder (Metropolitan Museum of Art) aus dem Jahr 1878 gesehen werden. Das Bild kam im Folgejahr im Pariser Salon zur Ausstellung, wo Renoir große Anerkennung für das Bild erhielt. Marcel Proust bezieht sich auf dieses Gemälde in Le Temps Retrouvé (Die wiedergefundene Zeit) und lobt die Darstellung „des Poetischen eines vornehmen Hauses und schöner Kleidung zu unserer Zeit“.
Zu den weiteren Bildern der Sammlung Charpentier gehörte das 1878 für 700 Franc erworbene Marinebild Seegefecht zwischen der Kearsage und der Alabama von Édouard Manet. Der Künstler verkehrte zwar wie seine Malerfreunde regelmäßig im Salon der Charpentiers, verfügte aber im Gegensatz zu diesen über ererbtes Vermögen. Möglicherweise blieb der Erwerb eines Bildes von Manet deshalb eine Ausnahme. Im Salon der Charpentiers lernte Manet die jüngere Schwester Isabelle Charpentier kennen, die in seinen letzten Lebensjahren zu seinen bevorzugten Modellen gehörte und der er mehrere, teils zärtliche, Briefe schrieb. Ein weiterer Maler, von dem sich nur ein Bild in der Sammlung Charpentier befand, war Paul Cézanne. Möglicherweise hatte Émile Zola den Kontakt zu Cézanne hergestellt. Von der Malweise Cézannes vermutlich nicht wirklich überzeugt, erwarben die Charpentiers die kleine Ölskizze Marion und Valabrègue (Museo Soumaya).

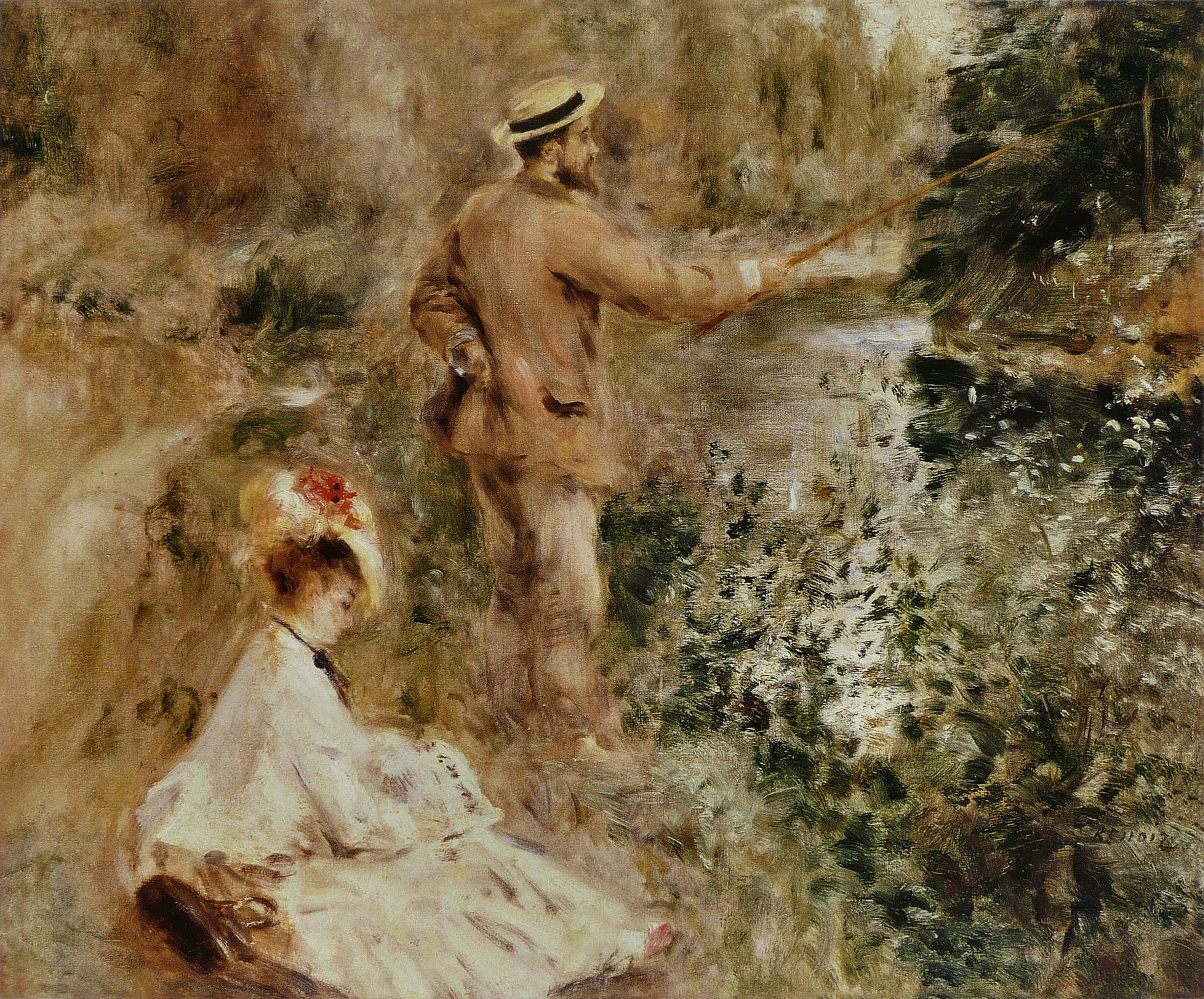
Pierre-Auguste Renoir: Le Pêcheur à la ligne
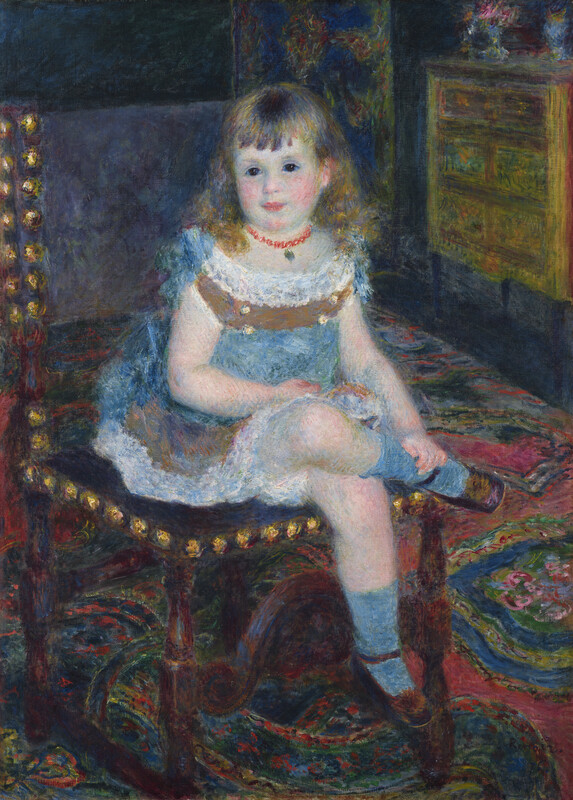
Pierre-Auguste Renoir: Georgette Charpentier sitzend
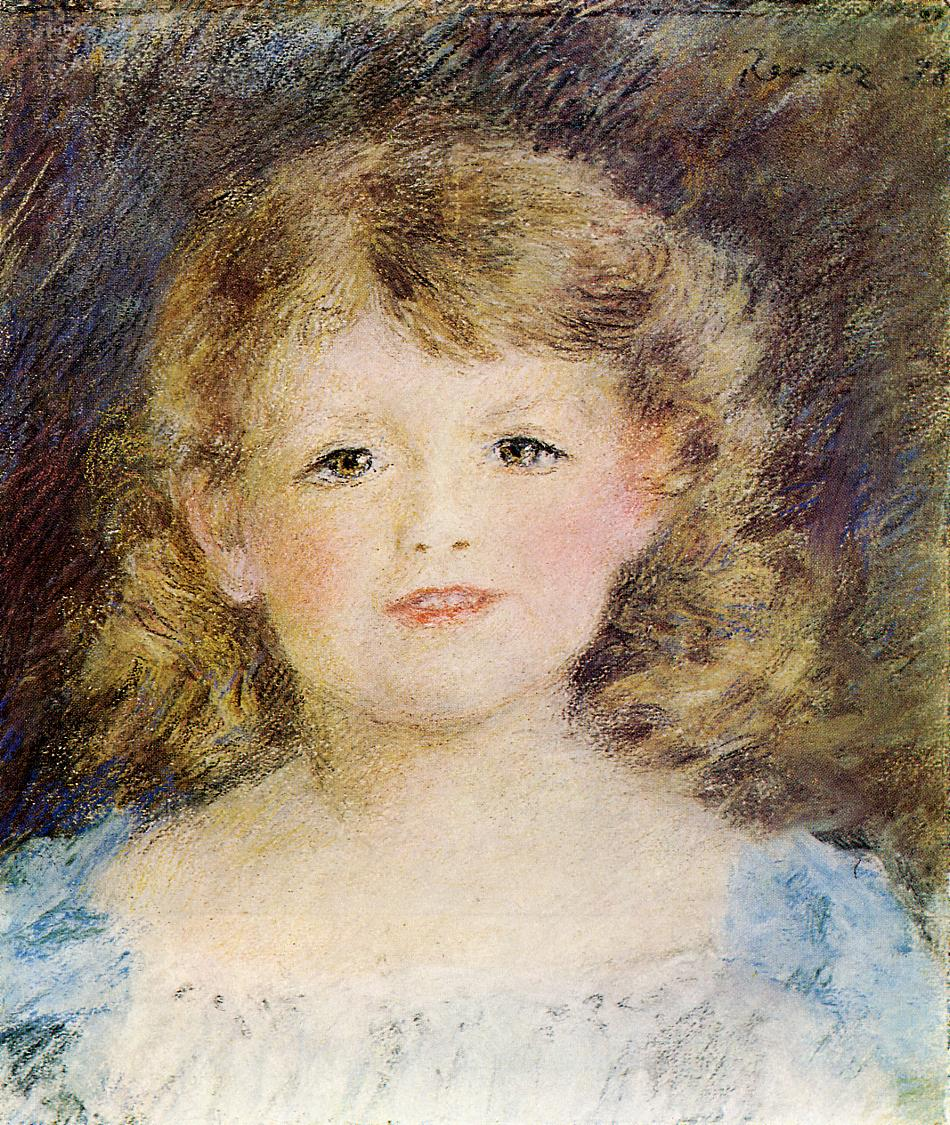
Pierre-Auguste Renoir: Paul Charpentier
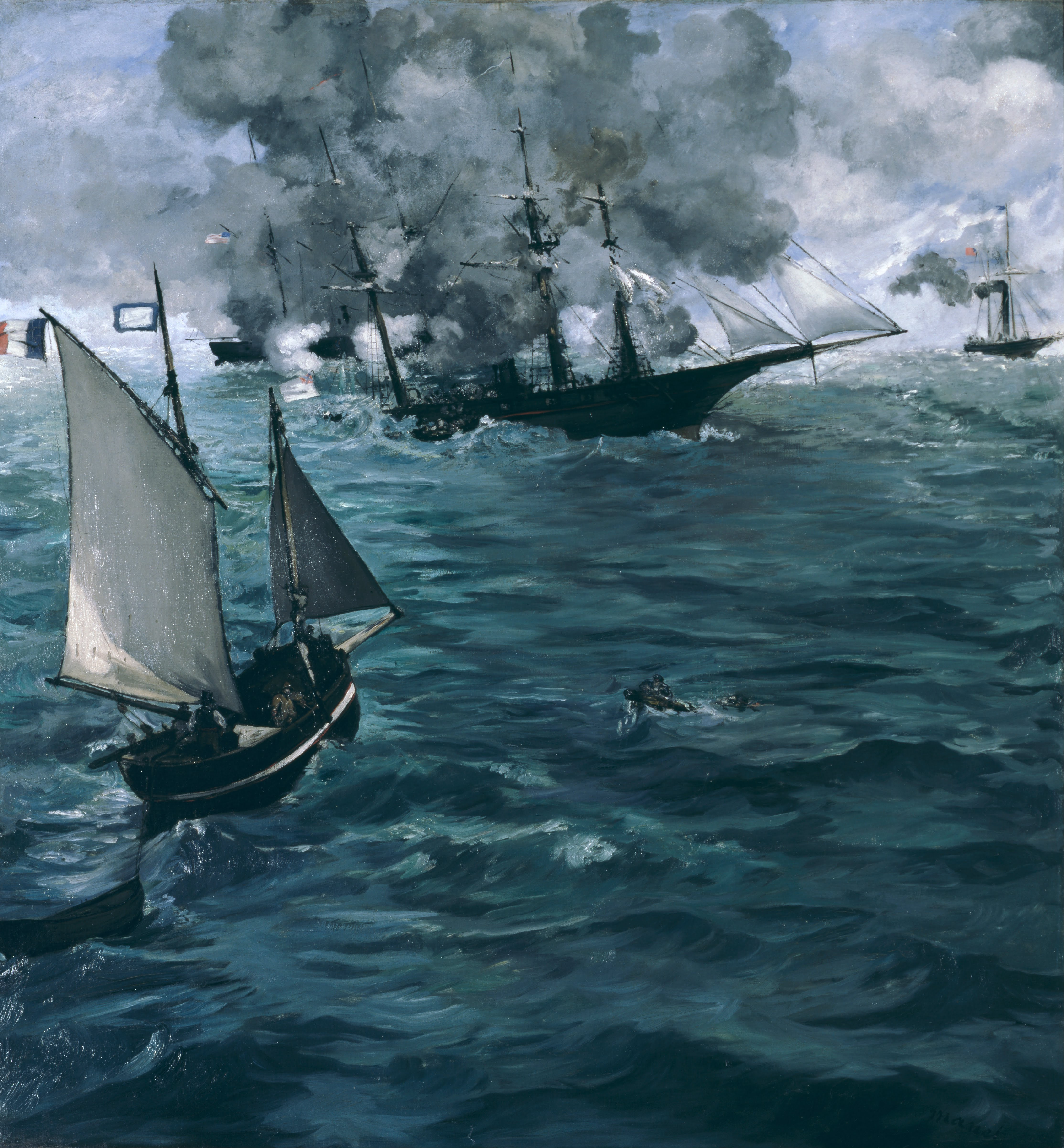
Édouard Manet: Seegefecht zwischen der Kearsage und der Alabama
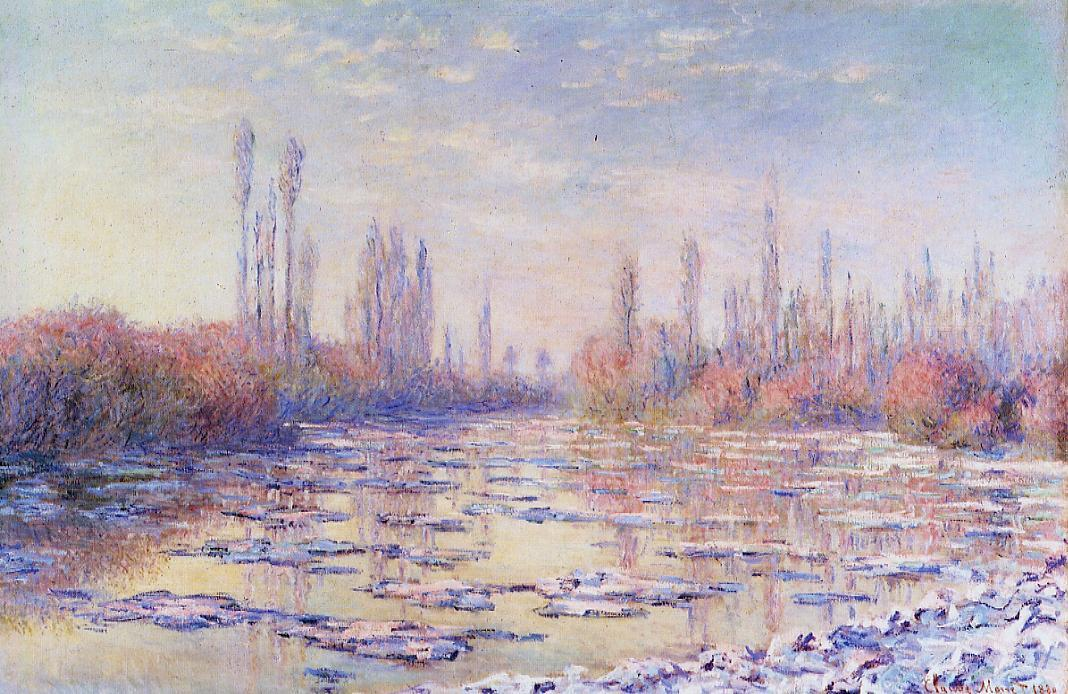
Claude Monet: Les Glacons
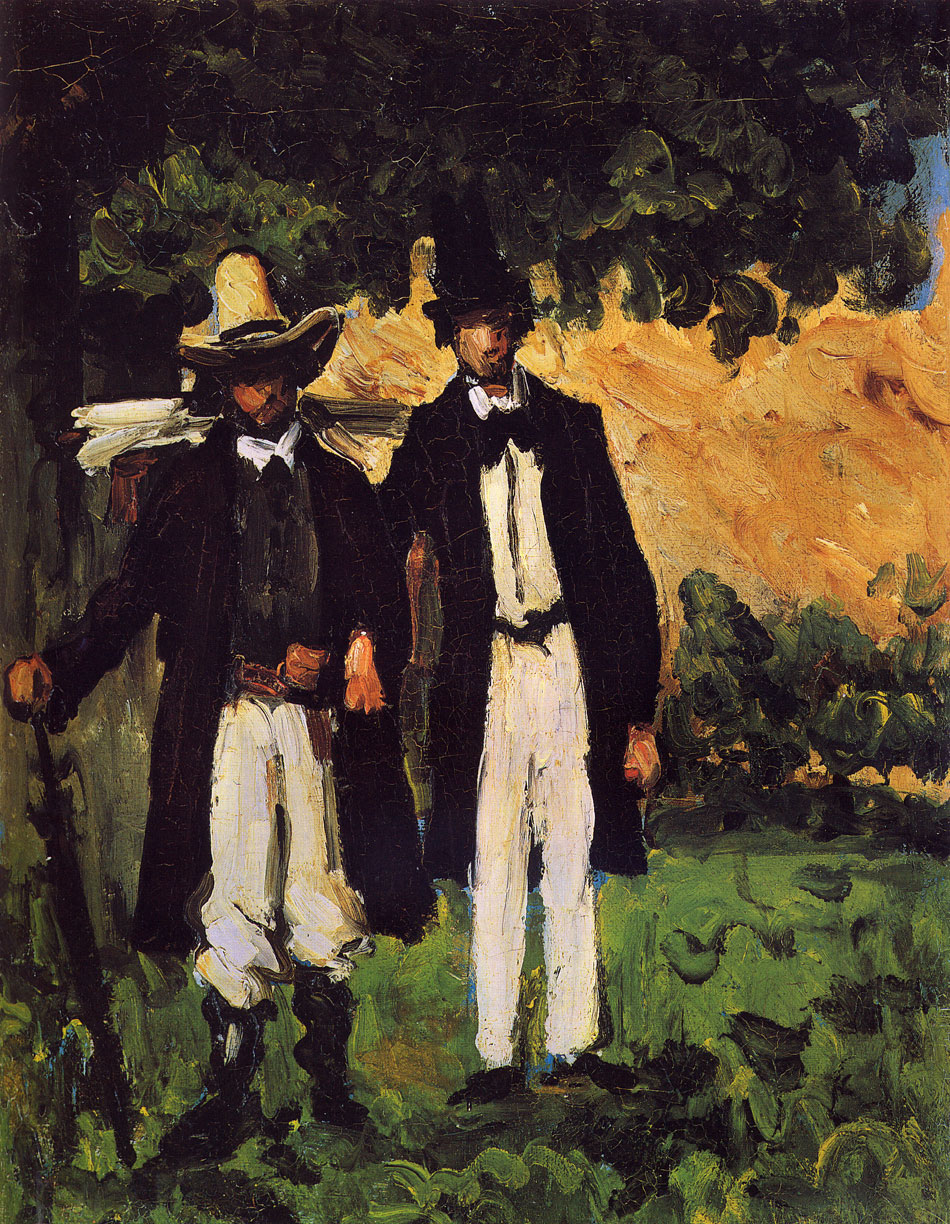
Paul Cézanne: Marion und Valabrègue

Möglicherweise auf Anraten von Marguerite Charpentier gründete ihr Mann 1879 das Wochenjournal La Vie moderne, dass sich Themen des künstlerischen, literarischen und gesellschaftlichen Lebens annahm. Angeschlossen an die Redaktionsräume befand sich ein Raum für Ausstellungen. Hier fanden die ersten Einzelausstellungen von Renoir und Monet statt, aber auch de Nittis und Manet zeigten hier ihre neuesten Bilder. Zu Beginn der 1880er Jahre geriet das Verlagshaus der Charpentiers in finanzielle Schwierigkeiten und das Verlegerpaar war gezwungen sich von Landbesitz, aber auch von einem Teil der Kunstsammlung zu trennen. Erst einige Jahre später erholte sich das Verlagshaus Dank dem literarischen Erfolg von Zola. Ihm zu Ehren nannten sie ihre neuen Ferienvilla bei Royan Le Paradou – nach einem fiktiven Landgut in Zolas Roman La Faute de l'Abbé Mouret. Auch hier wirkte Madame Charpentier als Gastgeberin und hieß in ihrem Haus neben Zola beispielsweise auch Théodore Duret und Sarah Bernhardt willkommen.
In Paris lebten die Charpentiers zuletzt in einem Haus an der Avenue Victor-Hugo. 1895 starb ihr Sohn Paul im Alter von 20 Jahren während seiner Militärzeit an Typhus. In ihren letzten Lebensjahren widmete sich Marguerite Charpentier dem von ihr gegründeten Haus La Pouponnière in Porchefontaine (Stadtteil von Versailles), einer Einrichtung für alleinstehende Mütter. Madame Charpentier starb 1904 in Paris, ihr Mann starb im Folgejahr. 1907 ließen den beiden überlebenden Kinder, die Töchter Georgette und Jeanne, die Kunstsammlung der Eltern versteigern. 1919 stiftete die Tochter Georgette – inzwischen Madame Tournon – zusammen mit der Société des Amis du Luxembourg (Gesellschaft der Freunde des Musée Luxembourg) Renoirs Porträt der Mutter dem französischen Staat, der es zunächst im Musée du Luxembourg und heute im Musée d’Orsay zeigt.